# Rafael Taibo
Rafael Taibo Carballo (Ferrol, La Coruña, 1935) es un locutor, actor y narrador español.

## Biografía
Tras hacer sus estudios primarios en un colegio de frailes mercedarios, inició su vida profesional en la emisora local Radio Ferrol y el grupo de teatro Talía. Se trasladó para estudiar Derecho a Santiago de Compostela, ciudad en la que empezó a colaborar con Radio Galicia y con el TEU (Teatro Español Universitario) de la Universidad de Santiago de Compostela. Más tarde, y ya en Madrid entró en el cuadro de actores de la Cadena SER. En la capital española comenzó a trabajar en doblaje, publicidad y televisión, e ingresó en Radio Nacional de España. En 1963 abandonó la emisora estatal por motivos políticos, debido a su pertenencia al Club de Amigos de la Unesco de Madrid (CAUM), que presidió durante dieciocho años. Vinculado también al PCE, en 1969 estuvo detenido durante dos días en la sede de la Dirección General de Seguridad, y la policía franquista incluso vigiló y fichó a sus hijos de 10 y 12 años de edad. En 1978 regresó a Radio Nacional de España, para cubrir las retransmisiones de conciertos de Radio 2, luego Radio Clásica. Fue incluido en las listas del PCE para las elecciones municipales de 1979 en Madrid.
Su voz se hizo popular con dichas retransmisiones y, más especialmente, por la narración de documentales, especialmente la serie de Jacques Cousteau, de la serie sobre seguridad vial La segunda oportunidad (1978) que presentaba Paco Costas y de anuncios publicitarios de los productos de higiene personal Fa de la década de 1970.[cita requerida] También hizo su incursión en doblaje, iniciándose en Barcelona pero desarrollando su carrera en Madrid.
Asimismo, es conocido por ser el narrador en numerosas obras musicales clásicas, como el Egmont de Beethoven o Pedro y el lobo de Prokófiev, en colaboración con la Orquesta Sinfónica y Coro de RTVE.

## Trayectoria profesional

### Obras como narrador
- Radio Stress, de Miguel Alonso (Premio Italia 1980).

- Sin orden ni concierto, de José Luis Turina (Premio Italia 1983).

- Pasión según San Marcos, de Tomás Marco (estreno en la Semana de Música Religiosa de Cuenca en 1983).

- Misa del gallo en la Edad Media (Grupo Alfonso X. Iglesia de San Miguel, Cuenca).

- Laudes Creaturarum, de Goffredo Petrassi (Lunes Musicales de RNE. Grupo LIM, 1984).

- Recital poético-coral con Coral Salvé de Laredo. Dir: J. L. Ocejo (San Jerónimo. Madrid, 1985).

- Lelio, op. 19b de Hector Berlioz (Teatro Real de Madrid y Plaza Porticada de Santander. Orquesta y Coro Nacionales de España. Dir: J. López Cobos 1985) (Palau de la Música. Orquesta y Coro de Valencia. Dir: Manuel Galduf. Valencia, 1993).

- Egmont, op. 84 de Ludwig van Beethoven (Teatro Real. Orquesta Nacional de España. Dir: J. López Cobos. Madrid. 1985) (Auditorio Nacional. Orquesta Sinfónica de Madrid. Dir: Odón Alonso. Madrid. 1995) (Otoño Musical Soriano. Orquesta Clásica de Madrid. Dir: Odón Alonso. Soria. l995) (59ª quincena musical de Donostia. Philharmonia orchestra. Dir: Gennadi Rozhdestvensky. San Sebastián. 1998) (Orquesta Sinfónica de Madrid. Dir: Antoni Ros-Marbà. Valladolid. 1999) (XII Festival Ciudad de Úbeda. Orquesta Nacional de España. Dir: José de Eusebio. Úbeda. 2000) (Palau de la Música. Orquesta de Valencia. Dir: M. A. Gómez Martínez. Valencia. 2003) (Auditorio de Galicia. Real Filharmonía de Galicia. Dir: Antoni Ros-Marbà. Santiago. 2004) (Teatro Cervantes. Orquesta Filarmónica de Málaga. Dir: Aldo Ceccato. Málaga. 2005). (Auditorio Manuel de Falla. Orquesta Ciudad de Granada. Carmen Solís, soprano. Dir: A. Ros Marbá. Granada, 2014) (Palacio Euskalduna. Orquesta Ciudad de Granada. Carmen Solís, soprano. Dir: A. Ros Marbá. Bilbao, 2014)

- Totemtanz, de H. Distler (Iglesia de los Jerónimos. Coro de RTVE. Dir: Jordi Casas. Madrid, 1988) (Auditorio Nacional. Coro de la Comunidad de Madrid. Dir: Martin Schmidt. Madrid, 2003) (Auditorio CAM Alicante. Coro Comunidad de Madrid. Dir: Jordi Casas, 2003).

- Llanto por Ignacio Sánchez Mejías, de M. Ohana (Palau de la Música. Orquesta Municipal de Valencia. Dir: Luis Izquierdo. Valencia, l989) (Auditorio Nacional de Música. Orquesta Clásica de Madrid. Dir: Luis Izquierdo. Madrid, 1990).

- Peer Gynt, de Edvard Grieg (Auditorio Nacional de Música. Orquesta y Coro Nacionales de España. Dir: Gerd Albrecht. Madrid, 1989).

- Solimán y la Reina de los Pequeños, de Francisco Cano (Orquesta Sinfónica de RTVE. Dir: Odón Alonso, 1994).

- Dramas Litúrgicos, con el Grupo de Música Alfonso X el Sabio.

- Getsemaní de Gabriel Fernández Alvez (39ª Semana de Música Religiosa de Cuenca. Orquesta Sinfónica y Coro de Madrid. Dir: Jan Cayers. Cuenca, 2000).

- Homenaje a Barbieri (Veranos de la Villa 1994, Patio Conde Duque. Orquesta Sinfónica RTVE. Dir: E. García Asensio. Madrid).

- Servicio Sagrado de E. Bloch (Teatro Monumental. Orquesta Sinfónica y Coro de RTVE. Dir: Murry Sidling. Madrid, 1995).

- Las Encantadas de T. Picker; La mota de polvo, de F. Palacios; Babar el Elefante, de F. Poulanc; La Noche, de J. de la Vega; Las Baquetas de Javier de F. Palacios; El aprendiz de brujo, de Paul Dukas (Teatro Monumental. Orquesta Sinfónica de RTVE. Dir: Sergiu Comissiona. Madrid).

- Ferdinand el toro, de Alan Ridout, con Pedro León al violín (Teatro Monumental. Madrid. 1993).

- Las Siete Palabras de Cristo en la Cruz, de Haydn (Le Concert des Nations, Catedral de Sevilla. Dir: Jordi Savall. 1990). (Amsterdamse Bach Solisten. Dir: Roy Goodman. Ámsterdam. 1993. Dir: Marc Minkowski. Utrech. 1997) (Printemps Carougeois. Orchestre de chambre de Genève. Dir: Marc Minkowski. Ginebra. l996).

- Cántico de Mallick, de Jacobo Durán-Loriga (Auditorio Nacional de Música. Orquesta y Coro Nacionales de España. Dir: E. García Asensio. Madrid. 1994).

- Una velada con H. C. Andersen (Festival Cultura Nórdica. Teatro Cabaret. Madrid, 1995).

- El Rey David, de A. Honegger (Semana de Música Religiosa de Cuenca. Orquesta de Cadaqués y Coro de la Comunidad de Madrid. Dir: Gennadi Rohzdestvensky, 1995).

- La historia del soldado, de Igor Stravinski (Cámara XXI. Dir: P. Osa) (Grupo Mabra. Dir: A. Zarzo, 1997).

- Romance y Cantata de La Laguna Negra de Ignacio Nieva, estreno mundial (Otoño Musical Soriano, l995).

- La Peste de R. Gerhard (JONDE y Coro Sinfónico de la BBC. Dir: Edmon Colomer. San Sebastián y Zaragoza, l996).

- Boceto Místico, de A. Núñez (Coro Nacional de España. Auditorio Nacional. Madrid, 1998).

- Pedro y el lobo, de Serguéi Prokófiev (Orquesta Sinfónica de Alicante. Dir: Joan Iborra, 1997) (Teatro Monumental. Orquesta Sinfónica de RTVE. Dir: Sergiu Comissiona. Madrid. 1998) (Teatro Echegaray. Banda de Música de la Societat Unió Artística Musical de Ontinyent, Valencia, 1998).

- Oedipus Rex, Igor Stravinski (Filarmónica de Los Ángeles - Orfeón Donostiarra. Dir: Esa-Pekka Salonen. Auditorio Nacional, Madrid, 1997).

- Iván el Terrible, de Serguéi Prokófiev (Orquesta Ciudad de Málaga. Coro de ópera de Málaga. Dir: Odón Alonso, 1997).

- Dos Melodramas, de R. Strauss (Fundación Juan March. Logroño y Madrid, 1998).

- Los secretos del búho, de D. Basomba (Club Diario Levante. Trío Dipais. Valencia, 2000).

- Pablo Neruda regresa a Madrid, recital poético-musical (Casa de las Flores. Madrid. 2001, 2004) (Casa de América. Madrid, 2003) (Paraninfo. Universidad de Alicante. 2003).

- Divina Res es música, con Egidius Kwartet (Monasterio de los Reyes. Valencia, 2002).

- Becqueriana, recital poético-musical, con Josué Bonnín de Góngora (piano y composición), en distintas salas de Madrid (2002, 2003, 2004, 2005).

- Escrito está en mi alma, en torno a Garcilaso de la Vega, con el grupo musical El Cortesano (Estella, Toledo, Denia, Vigo, Valladolid, Nueva York... 2002, 2003, 2004, 2005) (V Festival de Artes Escénicas. Corral de Comedias. Alcalá de Henares, 2005) (Quincena Musical Donostiarra 2005. Convento de Santa Teresa, San Sebastián) (XIV Festival Internacional Camino de Santiago. Jaca, 2005) (Gira Marruecos. Casablanca, Rabat, Fez, Tánger. Febrero de 2006) (Festival de Ópera y Música Clásica de Ponte de Lima, Portugal. Julio de 2006) (Palacio de la Salina, Salamanca, julio de 2006).

- A Garcilaso, recital con Francisco Cano al piano (Batres, 2002).

- Bicentenario de H. Ch. Andersen (Pabellón Jardines Cecilio Rodríguez, Parque del Retiro, Madrid, 2004) (Edición discográfica "Cuentos Andersen", 2005).

- La flauta mágica, de W. A. Mozart con el Teatro Lírico Andaluz (Cabra, Málaga, 2004)

- Don Quijote, música y poesía, con Rafael Serrallet (guitarra barroca y vihuela) (Auditorio Padre Soler. Madrid; Teatro de la Maestranza. Sevilla. 2005) (Gira Centroamericana: Guatemala, El Salvador, Honduras, Nicaragua, Costa Rica, Panamá, 2005) (Vélez Blanco, 2005).

- La canción de la Tierra, de Gustav Mahler. Dirección: Ramón Torrelledó. Auditorio Nacional de Música, Madrid, 2010.

- España lírica, con el Teatro Lírico Andaluz. Poemas de autores andaluces. Rincón de la Victoria, Málaga, 2010.

- El aprendiz de brujo, de Dukas. OSRTVE, dir.: Sergiu Comissiona, 2011.
- El Susurro del Ave Fénix, Sapere Aude Editorial, Alessandro Spoladore, 2015.

### Filmografía como actor
- Zocta: Solo en la tierra se puede ser extraterrestre (1988)
- El robobo de la jojoya (1991)
- Una chica entre un millón (1994)
- Chica vampiro (2013)
- El man es German (2011)